# Жан-П'єр де Круза
Жан-П'єр де Круза (фр. Jean-Pierre de Crousaz; 1663—1750) — швейцарський популярний філософ (спіритуалістичного напряму).
Навчався в Женеві, Лейдені та Парижі, перш ніж 1700 року стати професором філософії та математики в університеті Лозанни. Чотири рази був обраний ректором університету. 1724 року очолив кафедру філософії та математики в Гронінгенському університеті. Брав активну участь у богословських суперечках.
Іноземний член Паризької академії наук (1725).
1726 року його призначено вчителем до молодого князя Фрідріха Гессен-Кассельського. 1735 року повернувся до Лозанни з гарної пенсії. 1737 року відновлений на колишній посаді, яку зберіг до смерті.
Основні його твори: «Traite du beau» (1712); «La logique» (1725); «Examen du Pyrrhonisme» (1733); «De l'esprit humain» (1741).